# Vol Colgan Air 9446
Le 26 août 2003, un Beechcraft 1900D effectuant le vol Colgan Air 9446, un vol de convoyage pour le compte d'US Airways Express, entre Hyannis, dans le Massachusetts, et Albany, dans l'État de New York, aux États-Unis, s'écrase en mer, peu après avoir décollé de l'aéroport régional de Barnstable (en). Les deux pilotes, les seules personnes présentes à bord, périssent dans l'accident.

## Avion et équipage

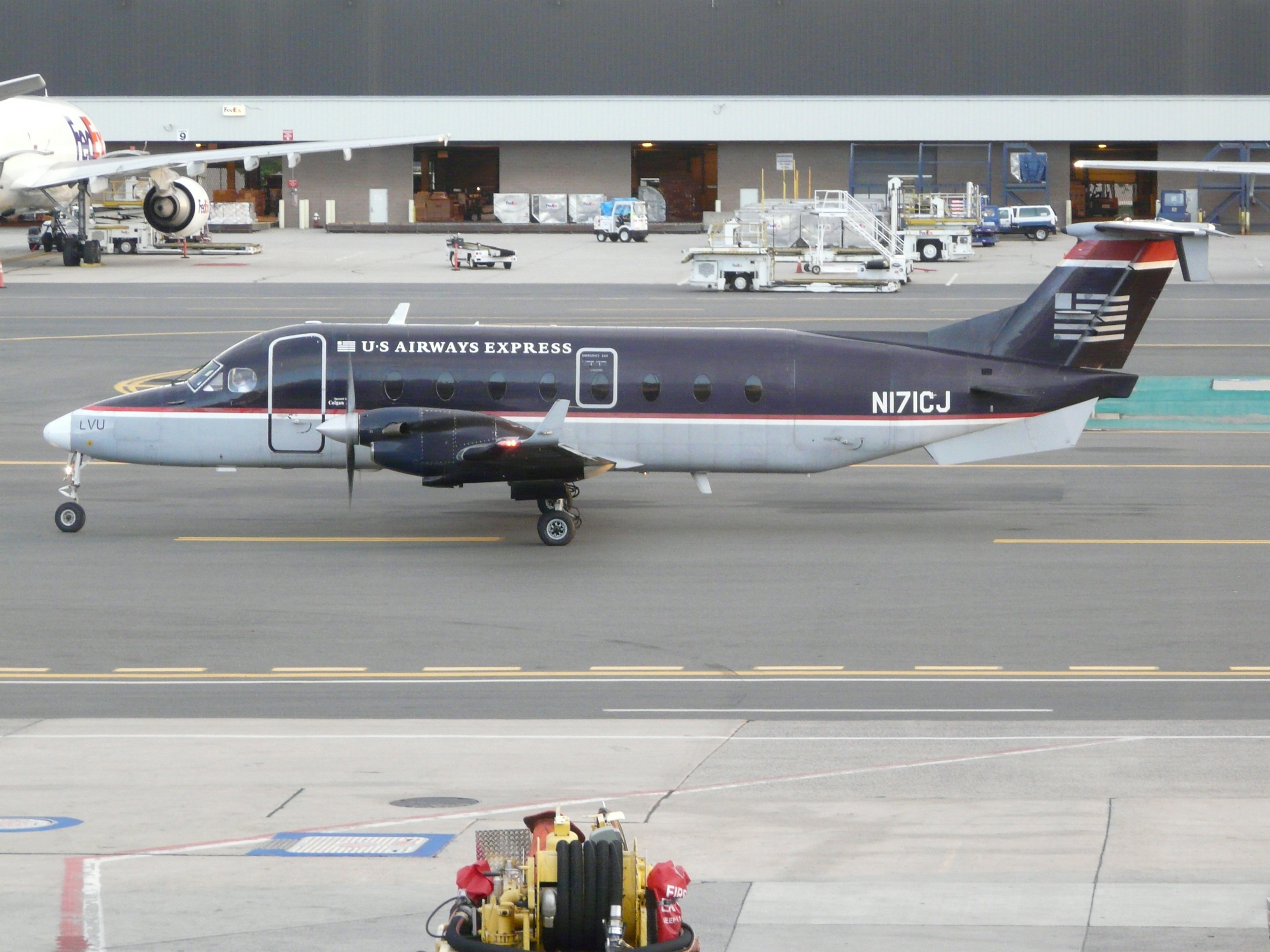
Un Beechcraft 1900D de Colgan Air, opérant pour US Airways Express, similaire à celui impliqué dans l'accident.

L'appareil impliqué est un Beechcraft 1900D, immatriculé N240CJ et qui a effectué son premier vol en 1993. Au moment de l'accident, il totalise 16 503 heures de vol et 24 637 cycles de vol (décollage/atterrissage). 
Ce bi-turbopropulseur venait de subir une série d'opérations de maintenance durant les jours précédent l'accident, et devait repartir à l'aéroport international d'Albany, dans l'État de New York, pour ensuite revenir au service.  
Les seuls occupants de l'avion sont les deux pilotes, le commandant de bord Scott Knabe (39 ans) et le copilote Steven Dean (38 ans). Le commandant Knabe travaille pour Colgan Air depuis deux ans et totalise 2 891 heures de vol, dont 1 364 heures sur Beechcraft 1900. Le copilote Dean travaille pour la compagnie aérienne depuis moins d'un an et totalise 2 489 heures de vol, dont 689 sur Beechcraft 1900.

## Accident
Le vol 9446 a décollé de l'aéroport régional de Barnstable (en) à 15h40. Peu de temps après le décollage, l'équipage a déclaré au contrôle aérien une urgence, signalant un problème avec la gouverne de profondeur. 
L'avion a ensuite entamé un virage à gauche et a atteint une altitude de 1 100 pieds (340 mètres). Les pilotes ont alors demandé un retour en urgence, et le contrôle aérien a autorisé le vol à atterrir sur n'importe quelle piste de l'aéroport. 
L'appareil a poursuivi son virage à gauche en prenant de l'altitude, puis a brusquement piqué du nez avant de s'écraser, avec un angle à piqué d'environ 30°, dans l'océan, à environ 100 mètres au large d'Hyannis.

## Enquête

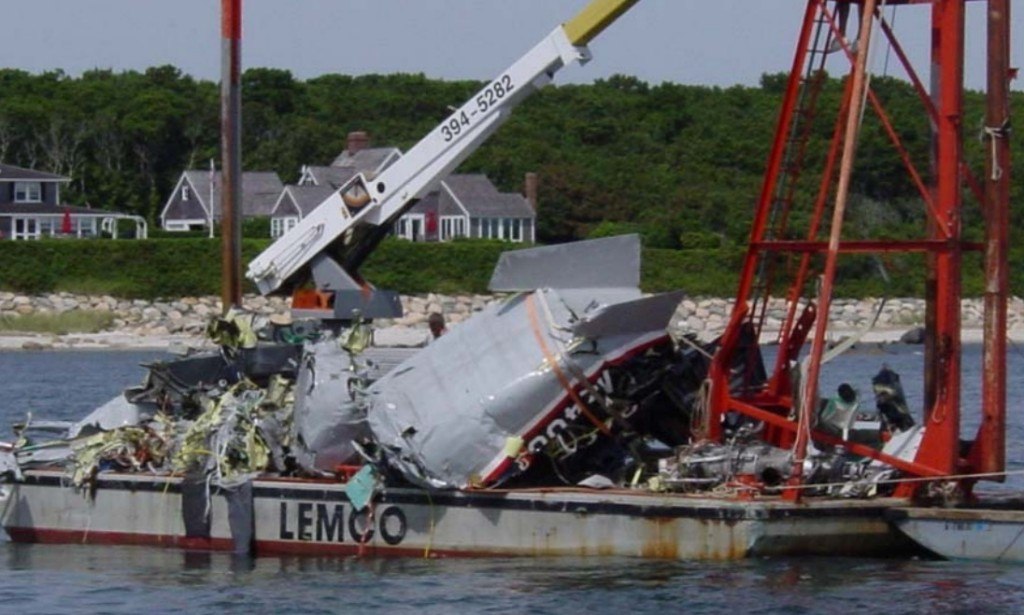
L'épave du vol 9446, alors en cours de récupération au large d'Hyannis.

Le Conseil national de la sécurité des transports américain (NTSB) a enquêté sur cet accident. Il a déterminé que le vol 9446 était le premier vol effectuer par cet appareil après que le personnel de maintenance de Colgan Air ait remplacé le câble du système de compensation de la gouverne de profondeur, qui permet le contrôle du tangage de l'avion en vol. Il s'avère que l'équipe de maintenance a sauté une des étapes du processus de maintenance. De plus, le manuel de maintenance de l'avion représentait de façon inversée la roue du compensateur (ou trim de profondeur) de la gouverne. En conséquence, le système de compensation dans le cockpit a été configuré d'une manière qui a amené le compensateur à se déplacer dans la bonne direction. Cependant, la roue du compensateur, qui contrôlait physiquement les gouvernes, s'est déplacée dans la direction opposée.
Les enquêteurs ont également déterminé que les pilotes n'ont pas remarqué cette erreur parce que le commandant de bord n'a pas effectué la liste de vérification avant le vol, qui comprend notamment une vérification du trim de la gouverne de profondeur. Les pilotes ont donc réglés manuellement le compensateur à cabrer avant le décollage. Cependant, en raison de l'erreur de maintenance, le trim de profondeur a été réglé en position à piquer.

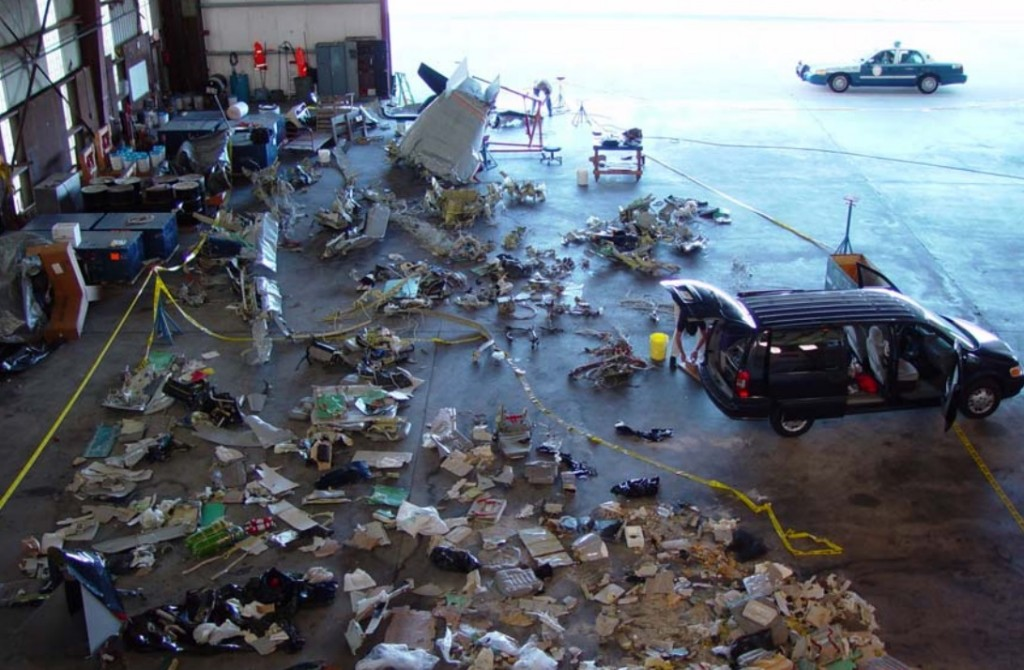
Les débris du Beechcraft 1900D impliqué, exposée dans un hangar peu de temps après le crash.

L'enquête a révélé que les pilotes auraient dû appliquer une force de 113 kg sur le manche de commande pour maintenir l'appareil en vol, rendant un atterrissage en toute sécurité presque impossible. Les enquêteurs ont programmé un simulateur de vol avec un réglage incorrect du compensateur et ont effectué six simulations de vols. Cinq des six vols en simulateur ont abouti à un crash peu de temps après le décollage ; lors de la dernière tentative, le pilote a pu effectuer un demi-tour pour atterrir, mais l'avion s'est finalement écrasé en tentant d'atterrir.

### Rapport final
Le NTSB a publié son rapport final sur les causes de l'accident du vol 9446 le 31 août 2004. Il a déterminé que les causes principales de cet accident sont le remplacement incorrect, par l'équipe de maintenance au sol, du câble de commande de la gouverne de profondeur et la vérification inadéquate de l'opération effectuée, qui ont entraîné un dysfonctionnement du compensateur de la gouverne et une perte de contrôle à basse altitude. 
Il a également déterminé que le non-respect, de la part des pilotes, des procédures concernant l'exécution de la check-list avant le décollage, ainsi que la description erronée, par le constructeur de l'avion, du système de compensation de la gouverne dans le manuel de maintenance ont été des facteurs contributifs à cet accident.

## Médias
L'accident a fait l'objet d'un épisode dans la série télévisée Air Crash nommé « Instructions mortelles » (saison 24 - épisode 7).